# Seymour Martin Lipset
Seymour Martin Lipset (New York, 18 marzo 1922 – New York, 31 dicembre 2006) è stato un sociologo statunitense.

## Biografia
Studioso di impostazione funzionalista, si è interessato soprattutto dei problemi della stratificazione e della mobilità sociale e della partecipazione politica. Tuttavia il suo impegno ha come obiettivo di fondo individuare i requisiti della democrazia. Privilegerà uno studio comparato traendo ispirazione da autori europei come Karl Marx, Joseph Schumpeter, Alexis de Tocqueville, Max Weber.
L'uomo e la politica, pubblicato nel 1960, è il libro più noto di Lipset, almeno 18 edizioni in altre lingue. Fra le sue opere ricordiamo un saggio sulla mobilità sociale scritto in collaborazione con R. Bendix, La mobilità sociale nella società industriale (1959), Politica e scienze sociali (1970) e alcune ricerche sul mondo studentesco tra cui La rivolta universitaria (1976); sono seguiti Rivoluzione e controrivoluzione (1987) e Aspettative del fallimento del comunismo (1994).
Il suo ultimo libro è uscito nell'anno 2000: It didn't happen here. Why socialism failed in the United States. In aggiunta ai libri, vanta oltre 500 articoli.
È stato Presidente dell'American Political Science Association dal 1981 al 1982.